# Nippon Series 2010
Die Nippon Series 2010 war die 61. Auflage der Finals der japanischen Baseballmeisterschaft. Die Chiba Lotte Marines aus der Pacific League unter Manager Norifumi Nishimura trafen auf die Chūnichi Dragons aus der Central League von Hiromitsu Ochiai. Die Best-of-Seven-Serie wurde zwischen dem 30. Oktober und dem 7. November 2010 ausgetragen. Das Heimrecht in den ersten beiden Spielen und ab dem sechsten Spiel hatten die Dragons als Vertreter der Central League.
Die Marines, die sich in den Playoffs als Dritter der regulären Saison qualifiziert hatten, besiegten die Dragons mit vier zu zwei. Drei Spiele der Serie gingen in Extra Innings, darunter das erste Unentschieden seit 1986. Als MVP der Serie wurde Chibas Toshiake Imae ausgezeichnet, der den Titel bereits bei der letzten Meisterschaft der Marines 2005 erhalten hatte.
Lotte als Sieger der Nihon Series spielte am 13. November 2010 in der koreanisch-japanischen Klubmeisterschaft, dem Nachfolger der Asia Series, im Tokyo Dome gegen die SK Wyverns als Sieger der Hanguk Series der südkoreanischen Baseballliga und gewann mit 3–0.

## Saisonfinale und Playoffs
In der regulären Saison der Pacific League fiel die Entscheidung über die ersten drei Plätze erst in den letzten drei Spielen: Die Fukuoka SoftBank Hawks sicherten sich am 26. September den ersten Platz vor den Saitama Seibu Lions und damit die Teilnahme an Stage 2 der Climax Series; und die Chiba Lotte Marines setzten sich mit 0.5 Spielen Vorsprung vor den Hokkaidō Nippon Ham Fighters im Kampf um den dritten Playoff-Platz durch. In der Central League kämpften Chūnichi Dragons, Hanshin Tigers und Yomiuri Giants bis zum 1. Oktober um den ersten Platz; die Entscheidung über den zweiten und dritten Platz, also das Heimrecht in Stage 1 der Climax Series fiel erst im vorletzten Spiel der Liga am 8. Oktober 2010.
| Central League | Central League        | Central League | Central League | Central League | Central League | Pacific League | Pacific League               | Pacific League | Pacific League | Pacific League | Pacific League |
| #              | Team                  | S              | N              | U              | Siegquote      | #              | Team                         | S              | N              | U              | Siegquote      |
| -------------- | --------------------- | -------------- | -------------- | -------------- | -------------- | -------------- | ---------------------------- | -------------- | -------------- | -------------- | -------------- |
| 1.             | Chūnichi Dragons      | 79             | 62             | 3              | .560           | 1.             | Fukuoka SoftBank Hawks       | 76             | 63             | 5              | .547           |
| 2.             | Hanshin Tigers        | 78             | 63             | 3              | .553           | 2.             | Saitama Seibu Lions          | 78             | 65             | 1              | .545           |
| 3.             | Yomiuri Giants        | 79             | 64             | 1              | .552           | 3.             | Chiba Lotte Marines          | 75             | 67             | 2              | .528           |
| 4.             | Tōkyō Yakult Swallows | 72             | 68             | 4              | .514           | 4.             | Hokkaidō Nippon Ham Fighters | 74             | 67             | 3              | .525           |
| 5.             | Hiroshima Tōyō Carp   | 58             | 84             | 2              | .408           | 5.             | Orix Buffaloes               | 69             | 71             | 4              | .493           |
| 6.             | Yokohama BayStars     | 48             | 95             | 1              | .336           | 6.             | Tōhoku Rakuten Golden Eagles | 62             | 79             | 3              | .440           |

### Climax Series
Die Playoffs begannen mit Stage 1 der Climax Series am 9. (Pacific League) und 16. Oktober (Central League).
In der Pacific League qualifizierte sich Lotte in zwei knappen Spielen im Seibu Dome gegen Seibu für die „Final Stage“ der Climax Series: Das erste Spiel endete nach elf Innings 6–5, das zweite – ebenfalls nach elf Innings – 5–4. Ab dem 14. Oktober spielte die Mannschaft im Fukuoka Dome gegen SoftBank, die als Erstplatzierte der regulären Saison mit einem Sieg Vorsprung in die Serie gingen, um den Einzug in die Nippon Series. Nach einem 1-3-Spielrückstand gelang es den Marines die letzten drei Begegnungen zu gewinnen und damit ihre sechste Teilnahme an der Finalserie, die erste seit 2005, zu erringen. Die Marines waren damit auch die erste Mannschaft überhaupt, die als Dritter der regulären Saison an der Nippon Series teilnimmt.
In der Climax Series der Central League setzten sich die Giants auswärts im Kōshien glatt in zwei Spielen (3–1 und 7–6) gegen Hanshin durch und standen in einer Neuauflage der Climax Series des Vorjahres mit umgekehrten Vorzeichen ab dem 20. Oktober den Chūnichi Dragons im Nagoya Dome gegenüber. Die Dragons gewannen die ersten beiden und das vierte Spiel und sicherten sich ihre neunte Teilnahme an der Nippon Series.
| Climax Series Stage 1 | Climax Series Stage 1 | Climax Series Stage 1 |                     | Climax Series Stage 2 | Climax Series Stage 2  | Climax Series Stage 2 |  |   | Nippon Series    | Nippon Series | Nippon Series |
|                       |                       |                       |                     |                       |                        |                       |  |   |                  |               |               |
| 3                     | Yomiuri Giants        | 2                     |                     | 3                     | Yomiuri Giants         | 1                     |  |   |                  |               |               |
| 2                     | Hanshin Tigers        | 0                     |                     | 1                     | Chūnichi Dragons       | 3+1                   |  |   |                  |               |               |
| Central League        |                       |                       |                     |                       |                        |                       |  |   |                  |               |               |
|                       |                       |                       |                     |                       |                        |                       |  | 1 | Chūnichi Dragons | 2             |               |
|                       |                       | 3                     | Chiba Lotte Marines | 4                     |                        |                       |  |   |                  |               |               |
|                       |                       |                       |                     |                       |                        |                       |  |   |                  |               |               |
| 3                     | Chiba Lotte Marines   | 2                     |                     | 3                     | Chiba Lotte Marines    | 4                     |  |   |                  |               |               |
| 2                     | Saitama Seibu Lions   | 0                     |                     | 1                     | Fukuoka SoftBank Hawks | 2+1                   |  |   |                  |               |               |
| Pacific League        |                       |                       |                     |                       |                        |                       |  |   |                  |               |               |

## Spielüberblick
In der Nippon Series trafen Chūnichi Dragons und Chiba Lotte Marines das erste Mal seit 1974 aufeinander. Damals gewann Lotte, noch unter dem Namen Lotte Orions, gegen Chūnichi mit vier zu zwei Spielen. Das Aufeinandertreffen 2010 wurde von den Medien als Duell zwischen den Pitchern der favorisierten, auch defensiv starken und offensiv ausgewogenen Dragons und der herausragenden Offensive der Marines gesehen.
| Spiel                      | Datum            | Gast                | Score | Heim                | Score | Starter (LOT-CHU)                  | Gesamtstand (LOT-CHU) | Stadion              | Zuschauer |
| -------------------------- | ---------------- | ------------------- | ----- | ------------------- | ----- | ---------------------------------- | --------------------- | -------------------- | --------- |
| 1                          | 30. Oktober 2010 | Chiba Lotte Marines | 5     | Chūnichi Dragons    | 2     | Naruse–Yoshimi                     | 1–0                   | Nagoya Dome          | 38.066    |
| 2                          | 31. Oktober 2010 | Chiba Lotte Marines | 1     | Chūnichi Dragons    | 12    | Murphy–Chen                        | 1–1                   | Nagoya Dome          | 38.065    |
| 3                          | 2. November 2010 | Chūnichi Dragons    | 1     | Chiba Lotte Marines | 7     | Watanabe–Yamai                     | 2–1                   | Chiba Marine Stadium | 26.923    |
| 4                          | 3. November 2010 | Chūnichi Dragons    | 4     | Chiba Lotte Marines | 3     | Karakawa–Yamamoto (Win: Takahashi) | 2–2                   | Chiba Marine Stadium | 27.197    |
| 5                          | 4. November 2010 | Chūnichi Dragons    | 4     | Chiba Lotte Marines | 10    | Penn–Nakata                        | 3–2                   | Chiba Marine Stadium | 27.209    |
| 6                          | 6. November 2010 | Chiba Lotte Marines | 2     | Chūnichi Dragons    | 2     | Naruse–Chen                        | 3–2 (1)               | Nagoya Dome          | 38.094    |
| 7                          | 7. November 2010 | Chiba Lotte Marines | 8     | Chūnichi Dragons    | 7     | Watanabe–Yoshimi (Win: Itō)        | 4–2 (1)               | Nagoya Dome          |           |
| Lotte schlägt Chūnichi 4–2 |                  |                     |       |                     |       |                                    |                       |                      |           |

### Spiel 1

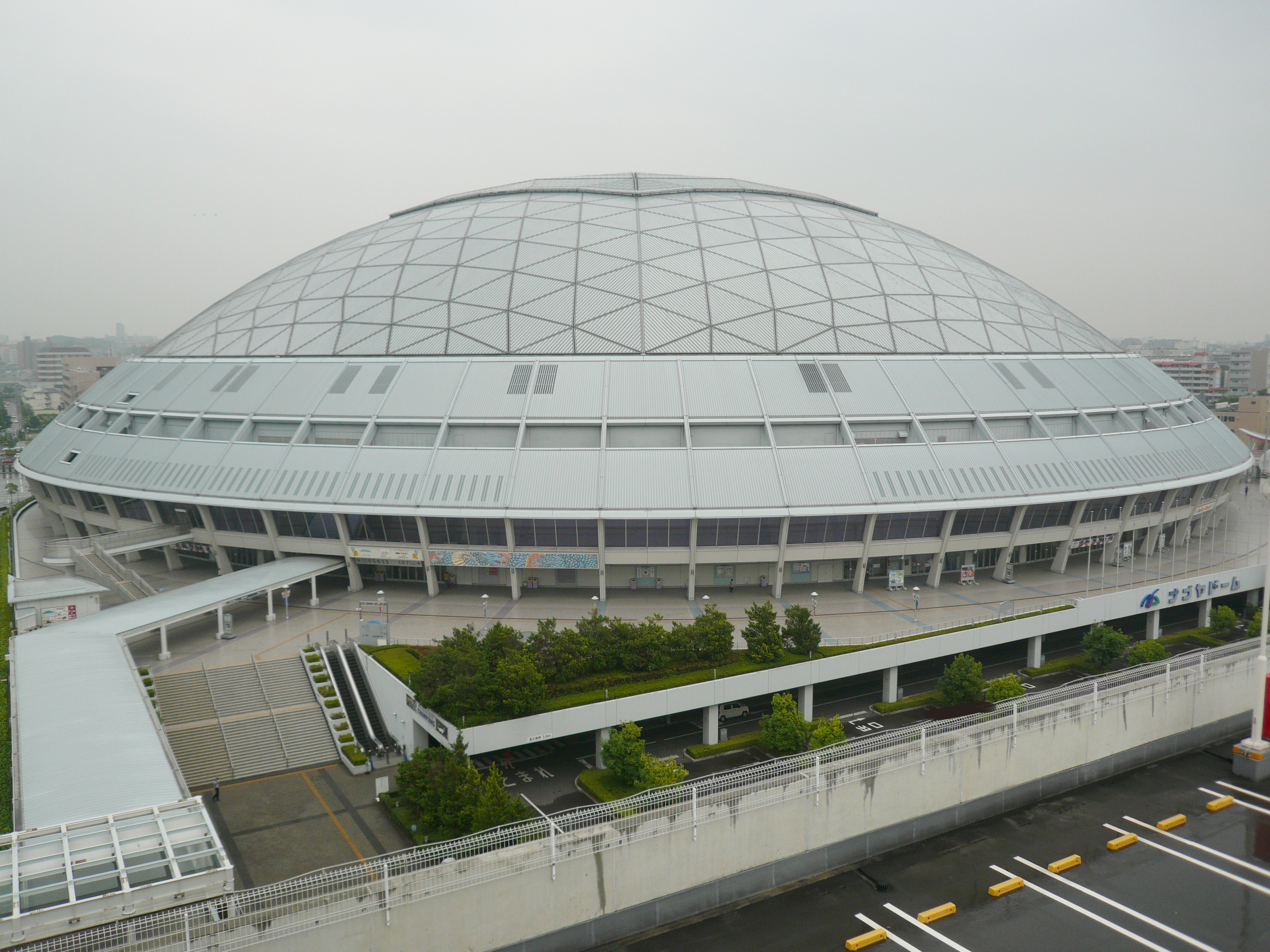
Durch die Eröffnung im Nagoya Dome blieb die Serie vom vorbeiziehenden Taifun Nr. 14 (außerhalb Japans: Taifun Chaba) unbeeinträchtigt.

Das erste Spiel der Serie wurde für die Chūnichi Dragons nicht durch Chen Weiyin, der noch in der Climax Series den Vorzug erhalten hatte, sondern durch Kazuki Yoshimi eröffnet; für die Marines stand Pitcherass Yoshihisa Naruse auf dem Mound. Den ersten Hit musste Yoshimi schon im ersten Inning zulassen, der Flyball von Rookie Ikuhiro Kiyota blieb ohne Folgen. Bereits im zweiten Inning konnten die Marines dann durch einen RBI-Double von Shōitsu Ōmatsu den ersten Run verzeichnen. Beim Baserunning verletzte sich Ōmatsu am Oberschenkel und musste ausgewechselt werden. In der hinteren Hälfte des zweiten Innings konnten die Dragons durch Solo-Homeruns von Kazuhiro Wada und Motonobu Tanishige zunächst in Führung gehen. Allerdings musste Yoshimi bereits im folgenden dritten Inning die entscheidenden Runs zulassen: Auf einen Solo-Homer von Ikuhiro Kiyota – sein dritter in der Postseason – folgten bei einem Out ein Hit von Tadahito Iguchi, der anschließend durch ein Hit by Pitch auf die zweite Base vorrückte, und dann ein Hit von Toshiaki Imae, der Iguchi zum Run brachte. Yoshimi traf im gleichen Inning noch einen weiteren Batter. Er ließ zwar keinen weiteren Run mehr zu, wurde aber anschließend für den Pinch Hitter Masaaki Koike ausgewechselt.

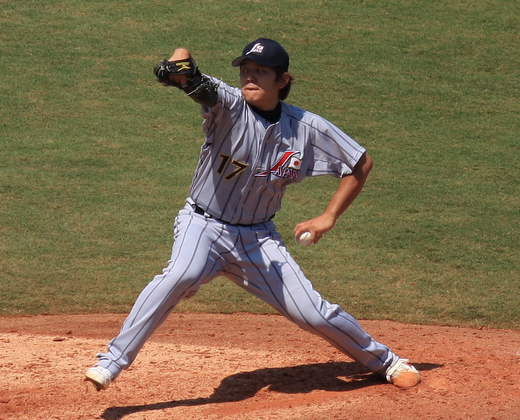
Yoshihisa Naruse

Die Führung aus dem dritten Inning gaben die Lotte Marines danach nicht mehr ab: Naruse ließ in fünf Innings bei sechs Strikeouts vier Hits zu und die Reliever Yasuhiko Yabuta, Tatsuya Uchi und Yoshihiro Itō, die jeweils ein Inning warfen, hielten Chūnichi hit- und punktlos. Die Lotte-Offensive konnte zudem durch einen RBI von Tsuyoshi Nishioka im sechsten und einen Homerun von Tadahito Iguchi im siebten Inning zwei weitere Runs gegen Chūnichi-Reliever Masafumi Hirai erzielen. Im neunten Inning ließ Lottes Closer Hiro Kobayashi zwar noch zwei Hits zu, beendete das Spiel aber ohne weiteren Run für Chūnichi mit einem Strikeout.
Toshiaki Imae brachte den Marines nicht nur im dritten Inning in Führung, er war durch einen Sacrifice Hit auch am ersten Run beteiligt und verzeichnete insgesamt drei Hits in drei At-Bats und einen Walk.
| Team     | 1 | 2 | 3 | 4 | 5 | 6 | 7 | 8 | 9 | R | H  | E |
| -------- | - | - | - | - | - | - | - | - | - | - | -- | - |
| Lotte    | 0 | 1 | 2 | 0 | 0 | 1 | 1 | 0 | 0 | 5 | 13 | 0 |
| Chūnichi | 0 | 2 | 0 | 0 | 0 | 0 | 0 | 0 | 0 | 2 | 6  | 0 |

WP: Naruse (1–0)   LP: Yoshimi (0–1)  SV: Hiro Kobayashi (1 SV)  

### Spiel 2

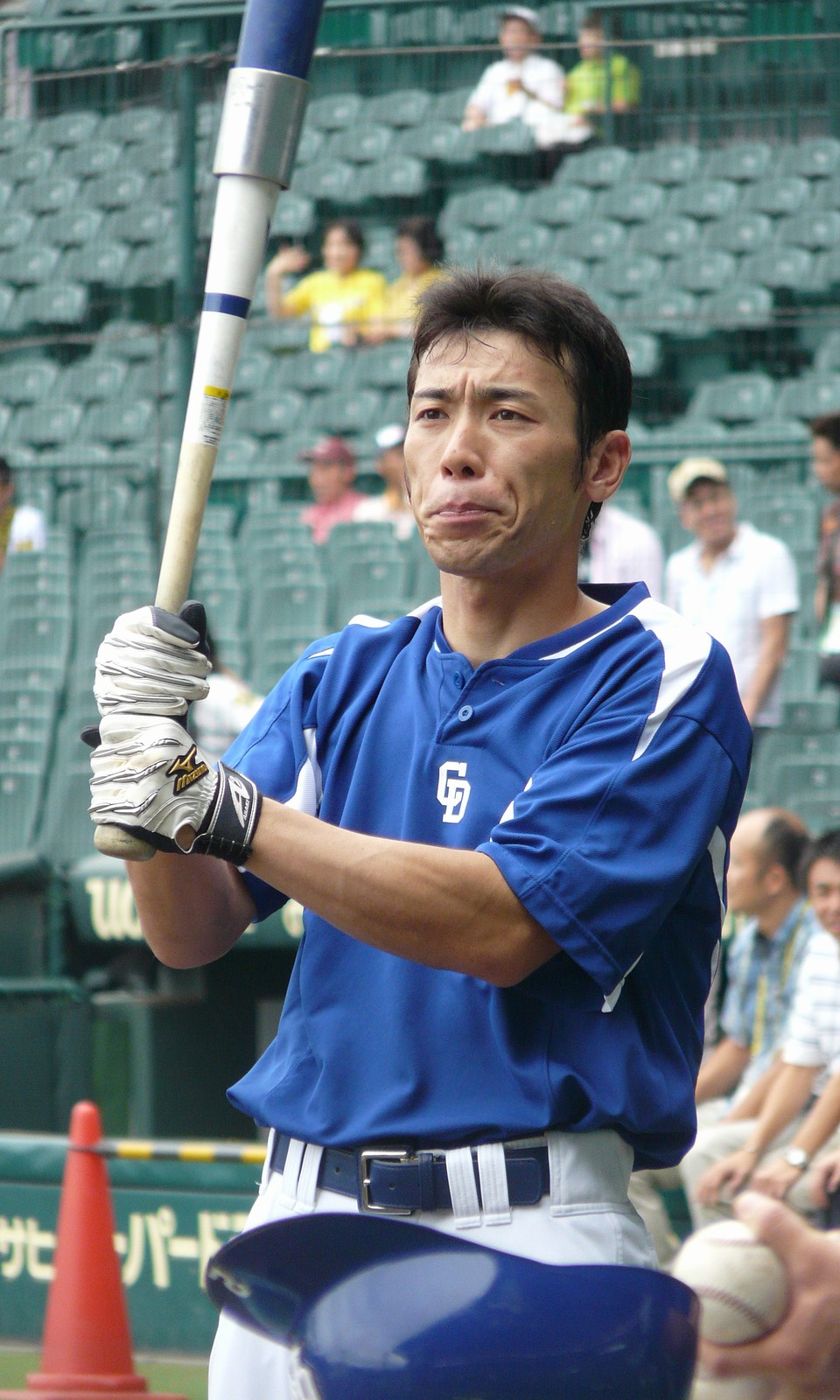
In Spiel 2 kam Masahiro Araki an Nummer 1 des Dragons-Lineup in den ersten drei Innings jeweils zu einem Hit.

In Spiel 2 boten die Dragons mit Chen Weiyin von Beginn das erwartet starke Pitching auf, während die Batter anders als gegen Naruse am Vortag zum Zuge kamen und dabei noch durch Defensivfehler von Lotte unterstützt wurden. Starter für die Marines war Bill Murphy. Bereits den allerersten Pitch Murphys verwandelte Shortstop Masahiro Araki zu einem Hit, dem weitere von Masahiko Morino, Kazuhiro Wada und Yōhei Ōshima sowie ein Walk folgten. Dazu kam ein Error von Second Baseman Tadahito Iguchi, Chūnichi ging mit vier Runs in Führung; alle neun Dragons der Startaufstellung waren schon im ersten Inning am Schlag. Das zweite begann ähnlich schlecht für Murphy: Ohne Out waren die Bases durch einen Hit Arakis und zwei anschließende Walks voll. Nach dem resultierenden 2-RBI-Double von Wada wurde Murphy durch Shingo Ono ersetzt, der Chūnichis Hitserie aber auch nicht beenden konnte und bis zum Ende des dritten Innings drei weitere Runs zulassen musste, dazu kam ein weiterer durch einen Error von Left Fielder Ikuhiro Kiyota. Danach übernahm Takuya Furuta den neun-Run-Rückstand, der sich im sechsten Inning weiter vergrößerte, als ihm First Baseman Tony Blanco einen 2-Run-Homerun abnahm. Zum Schluss übernahm Yūji Yoshimi den Mound und blieb in zwei Innings als einziger Lotte-Pitcher des Tages ohne Earned Run.
Auf der anderen Seite kam die Lotte-Offensive gegen Chen kaum zu Chancen und konnte ihre laufende Serie von zehn oder mehr Hits pro Begegnung nicht auf ein viertes Spiel ausdehnen. Nur im vierten Inning rückte Kiyota von einem Pitch getroffen auf die erste, durch einen Hit von Iguchi dann auf die zweite Base vor: Toshiaki Imae verwandelte bei einem Out einen 2-0-Pitch zum einzigen Run, den Chen in sechs Innings mit insgesamt fünf Strikeouts und vier Hits zuließ. Danach hielt die Chūnichi-Bullpen mit Jun’ichi Kawahara, Kōji Mise, Akifumi Takahashi, Takuya Asao und schließlich Closer Hitoki Iwase Lotte bei nur einem weiteren Hit ohne Chance auf einen weiteren Punkt.
| Team     | 1 | 2 | 3 | 4 | 5 | 6 | 7 | 8 | 9 | R  | H  | E |
| -------- | - | - | - | - | - | - | - | - | - | -- | -- | - |
| Lotte    | 0 | 0 | 0 | 1 | 0 | 0 | 0 | 0 | 0 | 1  | 5  | 2 |
| Chūnichi | 4 | 3 | 3 | 0 | 0 | 2 | 0 | 0 | x | 12 | 14 | 0 |

WP: Chen (1–0)   LP: Murphy (0–1)  

### Spiel 3

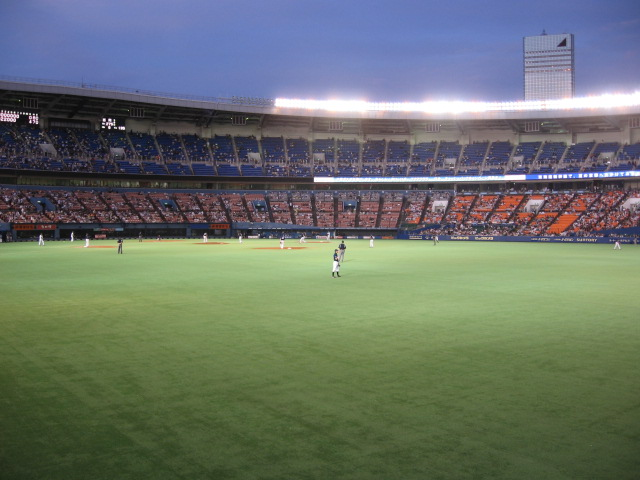
Mit Gleichstand nach Spielen wechselte die Serie ins Chiba Marine Stadium.

Bei der Heimpremiere der Marines in der Postseason 2010 eröffnete Rechtshänder Shunsuke Watanabe das Spiel; Daisuke Yamai warf zu Beginn für die Dragons und kämpfte mit der Kontrolle über seine Pitches. Die ersten Hits verzeichnete Lotte, aber zuerst auf die Anzeigetafel schaffte es im dritten Inning Chūnichi: Nach Hits von Tanishige und Ōshima standen die beiden auf der ersten und dritten Base. Masahiro Araki brachte mit einem Sacrifice Fly – gefangen mit einem Sliding Catch von Left Fielder Ikuhiro Kiyota – Tanishige zum ersten Run des Spiels. Schon in der unteren Hälfte glich Lotte durch einen RBI von Saburō aus.

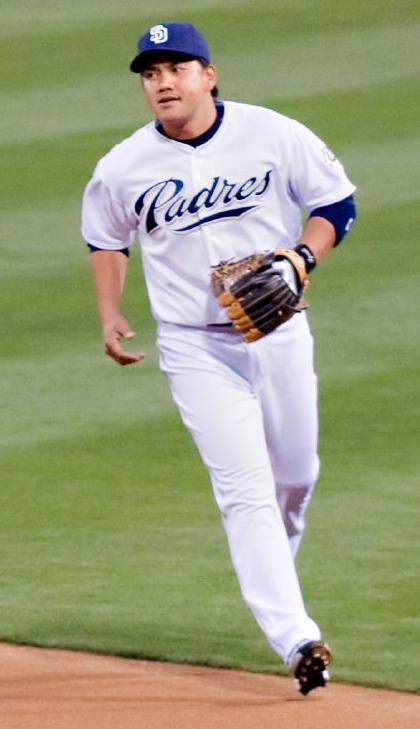
Tadahito Iguchi hielt mit 2 Hits in 4 At-Bats bei einem RBI in Spiel 3 seinen Batting Average in der Nippon Series bei .538.

Während Watanabe einen Quality Start warf und – abgesehen vom dritten – bis zum siebten Inning nur drei Batter pro Durchgang sah, ließ Yamai die Marines im vierten Inning die entscheidenden Punkte machen: Nach einem Double von Designated Hitter Kazuya Fukuura, einem Walk von Kim Tae-kyun, einem Sac Bunt von Catcher Tomoya Satozaki und einem weiteren Walk waren die Bases bei zwei Outs voll. Kiyota verwandelte die Gelegenheit mit einem Schlag ins Center Field zu einem 3RBI-Triple; Tadahito Iguchi legte mit einem RBI-Double einen vierten Run nach. Danach wurde Yamai für Yoshihiro Suzuki ausgewechselt, der in 2 1/3 Innings nur einen Hit zuließ.
Zu Beginn der hinteren Hälfte des siebten Innings ersetzte Akinobu Shimizu Suzuki als Pitcher der Dragons. Nach einem Double von Iguchi schickte Shimizu Saburō glatt mit vier Balls auf die erste Base. Durch einen Wild Pitch rückten beide Runner ohne Out auf die Bases zwei und drei vor. Zwei Sacrifice Flies von Toshiaki Imae und Kazuya Fukuura brachten Lotte die 7-1-Führung. Shunsuke Watanabe warf auch noch die letzten beiden Innings und damit ein Complete Game, in dem er bei fünf Hits fünf Strikeouts und keinen Walk warf. Lotte erhielt sich durch den Sieg die Chance, die Nippon Series mit zwei weiteren Erfolgen im Heimstadion zu beenden.
| Team     | 1 | 2 | 3 | 4 | 5 | 6 | 7 | 8 | 9 | R | H  | E |
| -------- | - | - | - | - | - | - | - | - | - | - | -- | - |
| Chūnichi | 0 | 0 | 1 | 0 | 0 | 0 | 0 | 0 | 0 | 1 | 5  | 0 |
| Lotte    | 0 | 0 | 1 | 4 | 0 | 0 | 2 | 0 | x | 7 | 10 | 0 |

WP: Watanabe (1–0)   LP: Yamai (0–1)  

### Spiel 4

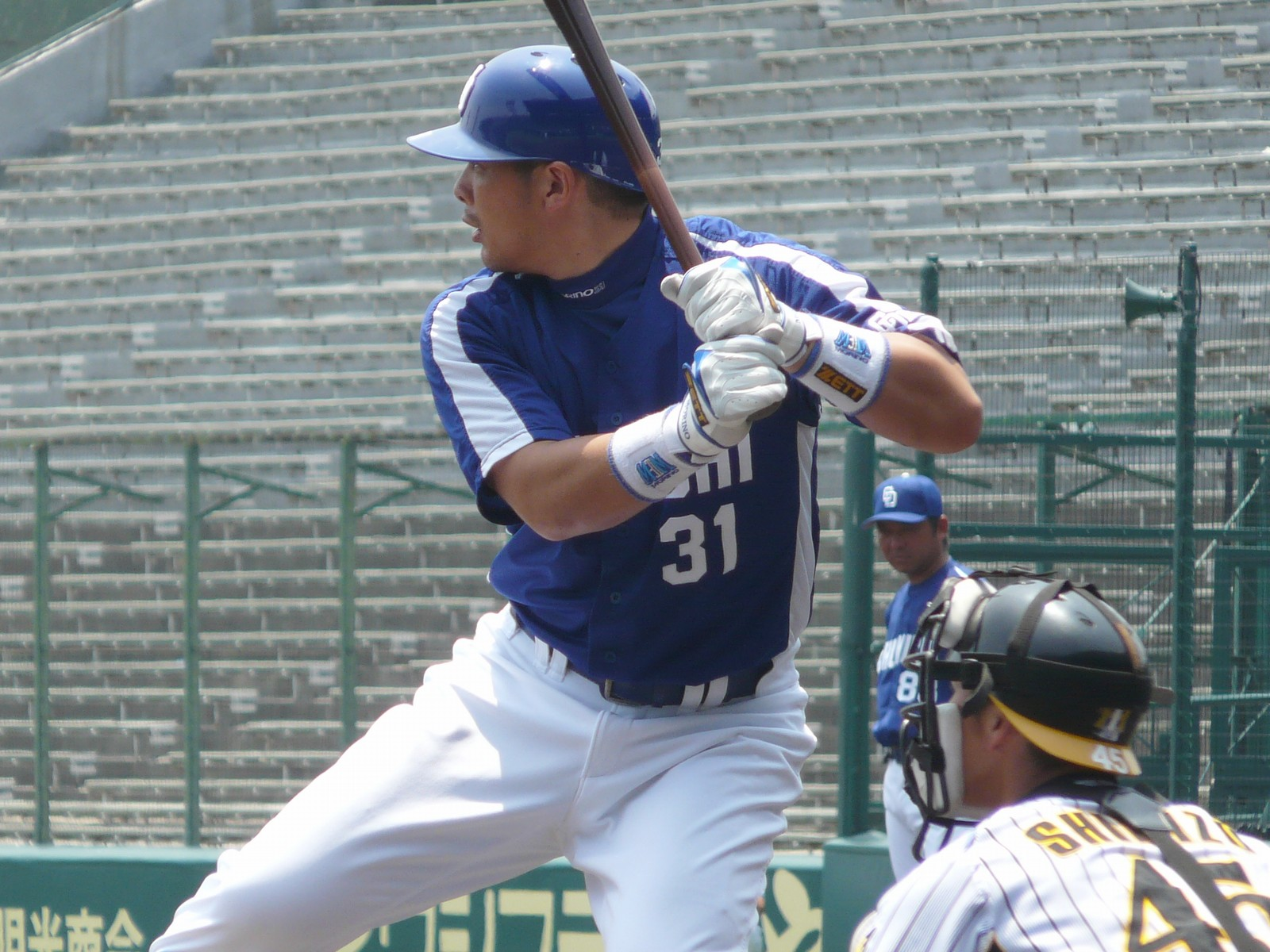
Masahiko Morino schlug in Spiel 4 drei Hits in vier At-Bats, ebenso Teamkollege Kazuhiro Wada. An Nummer drei und vier des Lineup sind die beiden der Kern der Chūnichi-Offensive.

Spiel 4 war das erste der Nippon Series seit 2003, das in die Verlängerung ging. Starting Pitchers waren der 45-jährige Linkshänder Masa Yamamoto für Chūnichi und der 21-jährige Yūki Karakawa für Lotte. Beide verantworteten die ersten Runs für die Gegner: Yamamoto drei im dritten Inning durch Hits von Yoshifumi Okada, Tsuyoshi Nishioka (RBI-Double) und einen 2-Run-Homerun von Tadahito Iguchi. Und zu Beginn des vierten Innings schlugen für Chūnichi Masahiko Morino einen Triple und Kazuhiro Wada einen RBI-Double von Karakawa, was nach dessen Auswechslung anschließend noch zum zweiten Run für die Dragons durch Kei Nemoto führte. Zum Ausgleichsrun führte im fünften Inning ein Error von Lotte-Reliever Shingo Ono, der Motonobu Tanishige auf die erste Base brachte. Anschließend traf ein Pitch Onos Yōhei Ōshima, und ein Bunt von Masahiro Araki schuf mit vollen Bases ohne Out die Chance, die Hirokazu Ibata zum RBI nutzte. Gleichzeitig trug aber ein Double Play dazu bei, weitere Runs zu verhindern: Bei zwei Outs beendete der folgende Grounder von Morino den Angriff von Chūnichi.
Die Bullpens beider Mannschaften ließen zwar weitere Hits, aber bis zum Ende des neunten Innings keinen Run mehr zu. In der unteren Hälfte des neunten bejubelte Tsuyoshi Nishioka einen Ball, den er über die Outfieldmauer geschlagen hatte und für einen Sayonara-Homerun hielt; aber der Ball war knapp Foul. Mit 3-3 ging es in die Verlängerung. Im zehnten Inning schufen bei zwei Outs ein Walk von Morino und ein Hit von Wada eine Gelegenheit für Chūnichi, die Tony Blanco aber mit seinem dritten Strikeout des Tages nicht nutzen konnte. Blancos Schlagdurchschnitt nach vier Spielen der Serie lag damit bei .125. Auch Lotte hatte im zehnten die Chance auf den entscheidenden Run: Ein Hit by Pitch von Kiyota, ein Hit von Iguchi und ein Error von Right Fielder Hidenori führten zu Runnern auf Bases zwei und drei bei einem Out. Imae kam durch einen absichtlichen Walk nicht zum Schlag, und den achten Pitch des nun eingewechselten Pitchers Akifumi Takahashi schlug DH Kazuya Fukuura in ein Double Play. Im elften Inning kam Hidenori für Chūnichi dann zum spielentscheidenden Run. Nach einem Single rückte er durch einen Sacrifice Bunt von Tanishige auf die zweite Base vor, und Yōhei Ōshima brachte ihn mit einem Triple nach Hause – Center Fielder Okada verpasste den Flugball knapp. In der unteren Hälfte besiegelten Akifumi Takahashi und Closer Hitoki Iwase den Sieg Chūnichis, der dem Team den Ausgleich der Serie und die sichere Rückkehr nach Nagoya im sechsten Spiel einbrachte.
Neben Morino und Wada überzeugte unter den Battern der Dragons Rookie Yōhei Ōshima mit zwei Hits in vier At-Bats, einem Hit by Pitch und dem spielentscheidenden RBI.
| Team     | 1 | 2 | 3 | 4 | 5 | 6 | 7 | 8 | 9 | 10 | 11 | R | H  | E |
| -------- | - | - | - | - | - | - | - | - | - | -- | -- | - | -- | - |
| Chūnichi | 0 | 0 | 0 | 2 | 1 | 0 | 0 | 0 | 0 | 0  | 1  | 4 | 12 | 1 |
| Lotte    | 0 | 0 | 3 | 0 | 0 | 0 | 0 | 0 | 0 | 0  | 0  | 3 | 9  | 1 |

Starting Pitchers: CHU – Yamamoto  LOT – Karakawa   WP: Takahashi (1–0)   LP: Itō (0–1)  SV: Iwase (1 SV)  

### Spiel 5

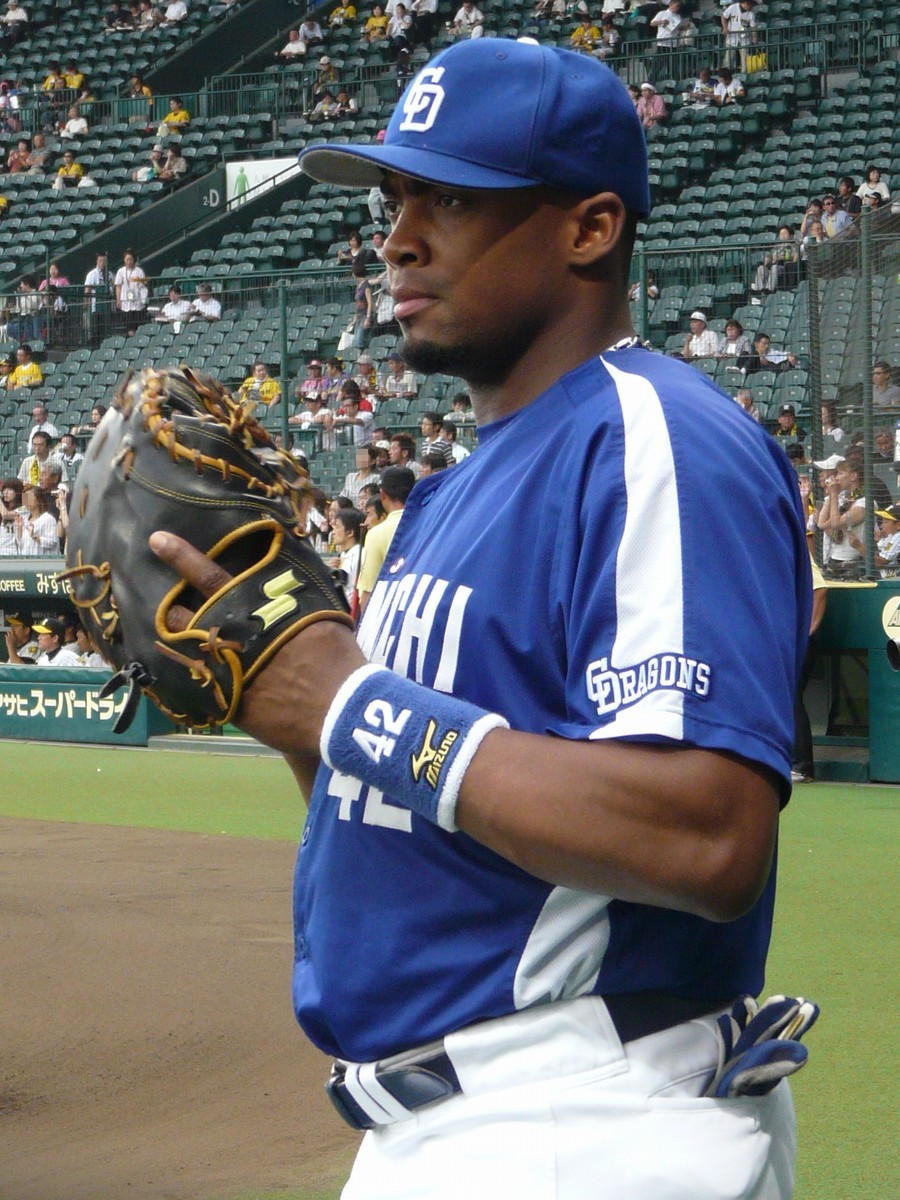
Der an den Vortagen schwache Tony Blanco schlug in Spiel 5 drei der vier Runs von Chūnichi.

Beim letzten Heimauftritt des Jahres demonstrierte die Lotte-Offensive in Spiel 5 ihre Stärke. Zwar verzeichnete Chūnichi mit einem Sacrifice Fly von Kazuhiro Wada im ersten Inning den ersten Run. Doch schon in der unteren Hälfte, die mit einem Error von Second Baseman Naomichi Donoue begann, antwortete das Lotte-Lineup mit aufeinander folgenden Hits von Iguchi, Saburō, Imae, Fukuura und Kim, die insgesamt vier Runs einbrachten. Marines-Starter Hayden Penn und Chūnichis Ken’ichi Nakata ließen in den folgenden Innings weitere Chancen zu. Im vierten Inning konnte Lotte seine Führung durch einen 2-Run-Homerun von Saburō vergrößern, die im fünften Inning auf acht Punkte wuchs, als Hits von Kim, Satozaki und Okada die Bases füllten und daraufhin ein Sacrifice Fly von Nishioka und ein Hit von Kiyota drei weitere Runs auf das Scoreboard brachten. Zu Beginn des sechsten Innings ließ auch Penn erneut einen Punkt: Nach Hits von Ōshima und Morino konnte Blanco einen 1-0-Pitch in einen RBI-Double verwandeln. Der nun für Penn eingewechselte Takuya Furuya beendete das Inning aber ohne weiteren Hit.

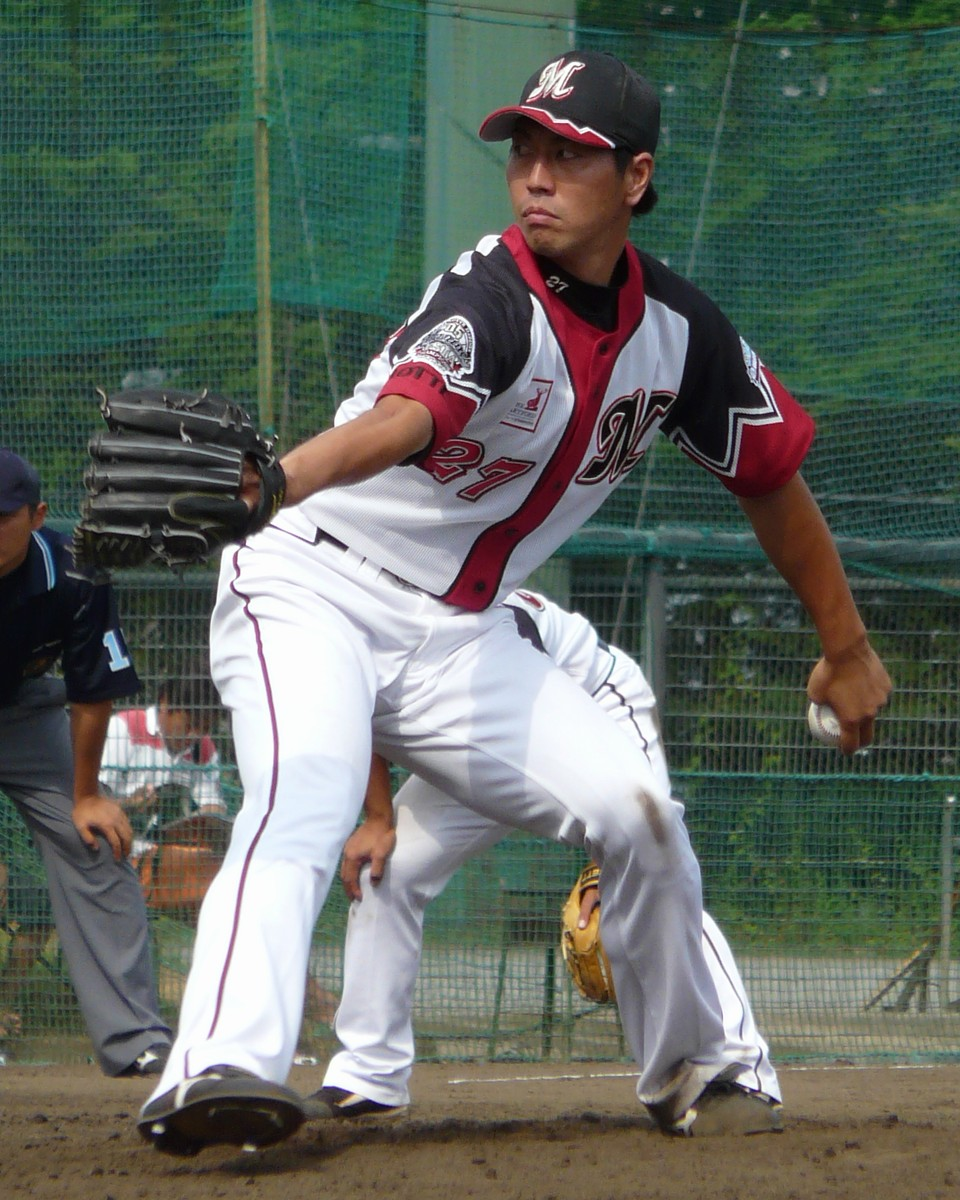
Lotte-Reliever Takuya Furuya

Im siebten Inning konnte Kim Tae-kyun mit seinem vierten Hit des Tages in ebenso vielen At-Bats auf die erste Base vorrücken. Er wurde zwar für den Pinch Runner Hisao Heiuchi ausgewechselt, war aber dadurch indirekt auch noch am zehnten Run für Lotte beteiligt: Bei Runnern auf 1 und 3 ließ ein Wild Pitch von Akinobu Shimizu Heiuchi punkten. Im achten Inning konnten die Dragons durch einen 2-Run-Homerun von Tony Blanco noch um zwei Runs verkürzen. Aber der Stand von 10–4 blieb danach unverändert – Lotte führte die Serie vor der Rückkehr nach Nagoya mit drei zu zwei Spielen an.
| Team     | 1 | 2 | 3 | 4 | 5 | 6 | 7 | 8 | 9 | R  | H  | E |
| -------- | - | - | - | - | - | - | - | - | - | -- | -- | - |
| Chūnichi | 1 | 0 | 0 | 0 | 0 | 1 | 0 | 2 | 0 | 4  | 8  | 1 |
| Lotte    | 4 | 0 | 0 | 2 | 3 | 0 | 1 | 0 | x | 10 | 15 | 0 |

WP: Penn (1–0)   LP: Nakata (0–1)  

### Spiel 6
In Spiel 6 trafen Lotte und Chūnichi mit ihren Toppitchern Yoshihisa Naruse und Chen Weiyin aufeinander. Nach jeweils einem Run auf beiden Seiten im ersten Inning, durch RBIs von Saburō und Morino, blieben die Teams in vier Innings ohne Punkt. In der unteren Hälfte des sechsten Innings schlug Blanco einen RBI-Double und brachte die Dragons vorübergehend in Führung. Nach dem sechsten Inning wurde Naruse ausgewechselt, nach dem siebten Chen. Der nun für Chūnichi werfende Takuya Asao musste zu Beginn des achten Innings den Ausgleich hinnehmen: Wieder schlug Saburō den RBI, der Kiyota von der zweiten Base nach Hause brachte.
Beim Stand von 2–2 ging das Spiel in die Verlängerung. Im elften Inning führten ein Walk von Imae und ein Hit von Kim zu Runnern auf Bases eins und zwei bei zwei Outs; jedoch wurde der folgende Flyball von Satozaki ins Center Field gefangen. In der unteren Hälfte waren die Bases nach drei Walks voll bei zwei Outs; aber Shingo Ono, der dritte Lotte-Pitcher des Innings, vermied die Niederlage: Seinen dritten Pitch schlug Araki mit einem Liner zur ersten Base. In den folgenden Innings kamen noch einige Male Runner auf die Bases; aber die insgesamt 14 im Spiel eingesetzten Pitcher konnten das Spiel bis zum Ende des 15. Innings beim Stand von 2–2 halten. In insgesamt 101 At-Bats erzielten die Hitter beider Mannschaften zusammen 19 Hits bei zwölf Walks. Mit 5 Stunden, 43 Minuten war Spiel 6 nicht nur das erste 15-Inning-Spiel, sondern auch das bis dahin längste Spiel in der 60-jährigen Geschichte der Nippon Series.
| Team     | 1 | 2 | 3 | 4 | 5 | 6 | 7 | 8 | 9 | 10 | 11 | 12 | 13 | 14 | 15 | R | H  | E |
| -------- | - | - | - | - | - | - | - | - | - | -- | -- | -- | -- | -- | -- | - | -- | - |
| Lotte    | 1 | 0 | 0 | 0 | 0 | 0 | 0 | 1 | 0 | 0  | 0  | 0  | 0  | 0  | 0  | 2 | 8  | 1 |
| Chūnichi | 1 | 0 | 0 | 0 | 0 | 1 | 0 | 0 | 0 | 0  | 0  | 0  | 0  | 0  | 0  | 2 | 11 | 0 |

Starting Pitchers: LOT – Naruse  CHU – Chen  

### Spiel 7

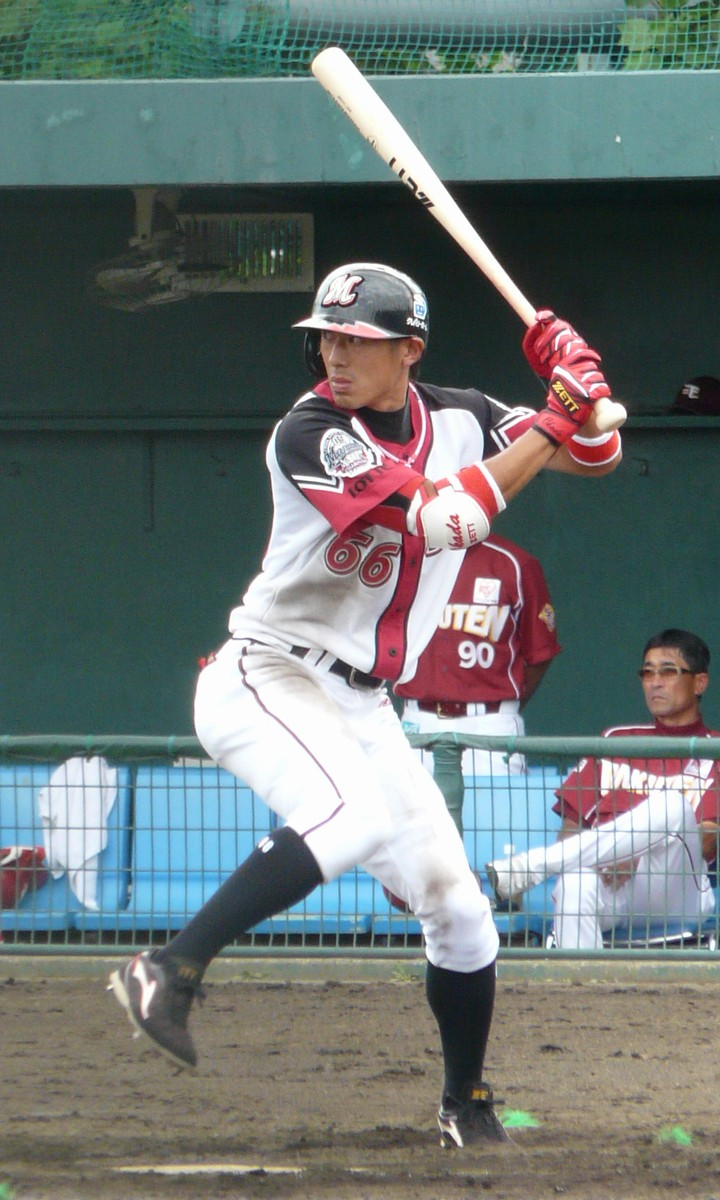
Yoshifumi Okada schlug im 12. Inning von Spiel 7 den RBI-Triple, der Spiel und Serie für Lotte entschied.

Die Starter in Spiel 7, Shunsuke Watanabe für Lotte und Kazumi Yoshimi für Chūnichi, mussten bereits in den ersten Innings mehrere Earned Runs verzeichnen und wurden früh ausgewechselt. Beim Stand von 7–6 für Lotte konnten die Dragons im neunten Inning durch einen Sacrifice Fly von Blanco noch ausgleichen und die Verlängerung erzwingen. Im 12. Inning aber ging Lotte durch einen Hit von Okada bei zwei Outs und Runner auf der zweiten Base erneut in Führung. Chūnichi konnte in der unteren Hälfte nicht mehr erhöhen und verlor damit Serie und Meistertitel mit zwei zu vier Spielen.
| Team     | 1 | 2 | 3 | 4 | 5 | 6 | 7 | 8 | 9 | 10 | 11 | 12 | R | H  | E |
| -------- | - | - | - | - | - | - | - | - | - | -- | -- | -- | - | -- | - |
| Lotte    | 2 | 0 | 0 | 1 | 3 | 0 | 1 | 0 | 0 | 0  | 0  | 1  | 8 | 16 | 0 |
| Chūnichi | 3 | 1 | 2 | 0 | 0 | 0 | 0 | 0 | 1 | 0  | 0  | 0  | 7 | 13 | 1 |

Starting Pitchers: LOT – Watanabe  CHU – Yoshimi   WP: Itō (1–1)   LP: Asao (0–1)  